# Scrap (hobby)
Scrap (scrapbooking/scrapping) er en hobby, hvis formål er at bevare billeder, avisartikler og gamle minder ved at indsætte dem dekorativt i en blanksidet bog (scrapbog).
At lave scrapbog(scrapbooking) er et fænomen, som er meget udbredt i USA.

## Historie
I begyndelsen blev scrapbøger lavet uden billeder, men efter billedet er et medie, der er tilgængeligt for enhver, har det været en del af scrapbøger.
I 1981 startede den første scrapbog-butik i USA.
Efter scannerens fremkommen er digital scrapbookning også blevet et kendt fænomen.

## Metode
Med scrapbooking bruger man sine billeder på en sjov og kreativ måde. Man tager en blanksidet bog, som man klistrer billeder og andet materiale ind i og skriver tekster til. Eventuelt pynter man med mere farve, glimmer eller andet pynt.

## Digital scrapbooking
Digital scrapping er de sidste år blevet meget udbredt. Metoden er den samme, men i stedet for at "klippe-klistre"-metoden scanner man sit materiale ind og justerer det i layout-programmer.
Man kan herefter lægge sit scrap ud på nettet.